# NGC 2527
NGC 2527 je otvoreni skup u zviježđu Krmi. 

## Vanjske poveznice
- SEDS: NGC 2527